# ایرنه (تالش)
ایرنه یک روستا در ایران است که در شهرستان تالش ییلاق ویزنه در استان گیلان واقع شده‌است. ایرنه ۱۴ نفر جمعیت داردخانواده های دنیایی شرافتی خوشبخت خوشرنک که همیکی در ویزنه ساکن و تالشی زبان محلی صحبت می کند

## جمعیت
این روستا در دهستان چوبر (طوالش) در روستا ویزنه بخش 29گیلان سنگ27ییلاق ویزنه قرار دارد و براساس سرشماری مرکز آمار ایران در سال ۱۳۸۵، جمعیت آن ۱۴ نفر (۶ خانوار) بوده‌است. که همیشه انجا زنذگی می کنند و 27خانوار انها در ویزنه زندکی می کردن که در بهار و تابستان کوچ می کنند 